# Gran Premi Penya Rhin
El Gran Premi Penya Rhin (en anglès, Penya Rhin Grand Prix) fou un Gran Premi organitzat per la Penya Rhin en tres etapes diferents, cadascuna en un circuit diferent de Catalunya. La cursa es disputà de manera intermitent entre 1916 i 1954, de vegades destinada a cotxes de Fórmula 1 i de vegades a cotxes sport i fins i tot a autocicles en els seus inicis. Estrictament parlant, l'esdeveniment no es denominà oficialment "Gran Premi" fins a l'edició de 1921, però sovint s'han recollit les edicions anteriors de la prova -anomenada Cursa del Baix Penedès pel fet de disputar-se al Circuit del Baix Penedès- dins la seva història global.
Durant la dècada de 1920, la prova es corria en un circuit urbà a Vilafranca del Penedès, a les carreteres que l'uneixen amb Santa Margarida i els Monjos i la Múnia; durant la de 1930 es reprengué al circuit de Montjuïc i d'ençà de la de 1940 es traslladà al circuit de Pedralbes. Durant aquesta tercera etapa, l'esdeveniment arribà a puntuar per al Campionat del Món de F1 en dues ocasions (1951 i 1954), prenent aleshores el nom de Gran Premi d'Espanya.

## Palmarès
Font:
| Any  | Pilot                  | Constructor   | Circuit      |             |
| ---- | ---------------------- | ------------- | ------------ | ----------- |
| 1916 | Josep María Moré       | David-MAG     | Baix Penedès |             |
| 1917 | Sebastià Nadal         | Ideal         | Baix Penedès |             |
| 1918 | Joaquim Cortès         | Ideal         | Baix Penedès |             |
| 1919 | Santiago Soler         | David-MAG     | Baix Penedès |             |
| 1920 | No disputat            | No disputat   | No disputat  | No disputat |
|      |                        |               |              |             |
| 1921 | Pedro de Vizcaya       | Bugatti       | Vilafranca   |             |
| 1922 | Kenelm Lee Guinness    | Talbot        | Vilafranca   |             |
| 1923 | Albert Divo            | Talbot        | Vilafranca   |             |
|      | 1924-1932: No disputat |               |              |             |
| 1933 | Juan Zanelli           | Alfa Romeo    | Montjuïc     |             |
| 1934 | Achille Varzi          | Alfa Romeo    | Montjuïc     |             |
| 1935 | Luigi Fagioli          | Mercedes-Benz | Montjuïc     |             |
| 1936 | Tazio Nuvolari         | Alfa Romeo    | Montjuïc     |             |
|      | 1937-1945: No disputat |               |              |             |
| 1946 | Giorgio Pelassa        | Maserati      | Pedralbes    |             |
| 1947 | No disputat            | No disputat   | No disputat  | No disputat |
| 1948 | Luigi Villoresi        | Maserati      | Pedralbes    |             |
| 1949 | No disputat            | No disputat   | No disputat  | No disputat |
| 1950 | Alberto Ascari         | Ferrari       | Pedralbes    |             |
|      | 1951-1953: No disputat |               |              |             |
| 1954 | François Picard        | Ferrari       | Pedralbes    |             |